# Mistrzostwa Europy U-21 w Piłce Nożnej 2015
Mistrzostwa Europy U-21 w piłce nożnej 2015 – turniej piłkarski, który odbył się w 2015 roku w Czechach. Była to dwudziesta edycja tych rozgrywek.
Gospodarz został wybrany podczas posiedzenia komitetu UEFA 20 marca 2012 w Stambule. W turnieju będą mogli brać udział wyłącznie piłkarze urodzeni po 1 stycznia 1992 roku.
Awans do meczów półfinałowych Mistrzostw oznacza, że dana reprezentacja automatycznie uzyskuje prawo do występu na Igrzyskach Olimpijskich w 2016 roku, które odbędą się w Rio de Janeiro.

## Kwalifikacje
Losowanie grup eliminacyjnych zostało przeprowadzone 31 stycznia 2013 roku w Nyonie. W kwalifikacjach biorą udział 52 drużyny narodowe podzielone na 10 grup, w których znajduje się 5 lub 6 zespołów.
Mistrzowie grup i cztery najlepsze zespoły z drugich miejsc awansują do fazy play-off, z której zostanie wyłonionych siedmioro finalistów turnieju głównego.

## Finaliści
| Finalista       | Przeciwnik w fazie play-off | Wynik dwumeczu       |
| --------------- | --------------------------- | -------------------- |
| Czechy U-21     | Awans jako gospodarz        | Awans jako gospodarz |
| Włochy U-21     | Słowacja U-21               | 4:2                  |
| Szwecja U-21    | Francja U-21                | 4:3                  |
| Dania U-21      | Islandia U-21               | 1:1 (br. wyj.)       |
| Anglia U-21     | Chorwacja U-21              | 4:2                  |
| Portugalia U-21 | Holandia U-21               | 7:4                  |
| Niemcy U-21     | Ukraina U-21                | 5:0                  |
| Serbia U-21     | Hiszpania U-21              | 2:1                  |

## Stadiony
| Praga                                                              | Praga                            | Ołomuniec                        | Uherské Hradiště                           |
| ------------------------------------------------------------------ | -------------------------------- | -------------------------------- | ------------------------------------------ |
| Eden Aréna Pojemność: 20 800                                       | Generali Arena Pojemność: 19 784 | Andrův stadion Pojemność: 12 556 | Stadion Miroslava Valenty Pojemność: 8 121 |
|                                                                    |                                  |                                  |                                            |
| PragaOłomuniecUherské Hradiště Miasta-organizatorzy na mapie Czech |                                  |                                  |                                            |

## Sędziowie
Sześć pięcioosobowych zespołów sędziowskich zostało wybranych do prowadzenia meczów w turnieju finałowym.
| Kraj      | Sędzia                   | Asystenci                                     | Dodatkowi asystenci                             |
| --------- | ------------------------ | --------------------------------------------- | ----------------------------------------------- |
| Francja   | Clément Turpin           | Frédéric Cano Nicolas Danos                   | Fredy Fautrel Nicolas Rainville                 |
| Grecja    | Anastasios Sidiropulos   | Damianos Efthymiadis Polychronis Kostaras     | Michael Koukoulakis Stavros Tritsonis           |
| Holandia  | Danny Makkelie           | Mario Diks Hessel Steegstra                   | Kevin Blom Jochem Kamphuis                      |
| Polska    | Szymon Marciniak         | Paweł Sokolnicki Tomasz Listkiewicz           | Paweł Raczkowski Tomasz Musiał                  |
| Rosja     | Siergiej Karasiow        | Anton Awierjanow Tichon Kaługin               | Siergiej Łapoczkin Siergiej Iwanow              |
| Hiszpania | Javier Estrada Fernández | Miguel Martínez Munuera Teodoro Sobrino Magán | Alejandro Hernández Hernández Jesús Gil Manzano |

## Losowanie
Losowanie grup finałowych odbyło się 6 listopada 2014 roku w Pradze. Gospodarze turnieju oraz najwyżej sklasyfikowana w rankingu UEFA dla tej kategorii wiekowej reprezentacja Anglii zostały przydzielone odpowiednio do grup A (Czechy) i B (Anglia) na pierwszych pozycjach. Również będące na drugim i trzecim miejscu w rankingu drużyny Niemiec i Włoch zostały rozstawione. Pozostałe cztery drużyny zostały nierozstawione i były dolosowane do innych dwóch drużyn, które trafiły wcześniej do odpowiednich grup.
| Najwyższe rozstawienie                                            | Pozostałe rozstawione       | Nierozstawione                                              |
| ----------------------------------------------------------------- | --------------------------- | ----------------------------------------------------------- |
| - Czechy U-21 (przypisany do A1) - Anglia U-21 (przypisany do B1) | - Włochy U-21 - Niemcy U-21 | - Portugalia U-21 - Dania U-21 - Szwecja U-21 - Serbia U-21 |

## Faza grupowa
Ośmiu finalistów zostało podzielonych na dwie grupy według zasady opisanych w poprzednim punkcie. Terminarz został zaakceptowany przez UEFA dnia 2 grudnia 2014.
Równa liczba punktów w tabeli
Jeżeli dwie lub więcej drużyn mają taką samą liczbę punktów na zakończenie rozgrywek grupowych zastosowanie mają poniższe zasady:
1. Większa liczba punktów w meczach bezpośrednich;
2. Lepszy bilans bramkowy w meczach bezpośrednich;
3. Większa liczba bramek zdobytych w meczach bezpośrednich;

Jeżeli po zastosowaniu powyższych kryteriów wciąż nie można ustalić końcowych pozycji drużyn w życie wchodzą zasady opisane poniżej:
1. Lepszy bilans bramkowy we wszystkich meczach grupowych;
2. Większa liczba bramek zdobytych w meczach bezpośrednich;
3. Lepsze miejsce w rankingu UEFA reprezentacji do lat 21 w dniu losowania grup;

Ostatniej zasady nie stosuje się w przypadku, gdy po zastosowaniu wszystkich innych punktów równy bilans mają tylko i wyłącznie dwie drużyny, które grały ze sobą w ostatniej kolejce. Wtedy nastąpi zarządzenie serii rzutów z punktu karnego dla wyłonienia zwycięzcy po zakończeniu spotkania.

### Grupa A
| Zespół      | M | W | R | P | Br+ | Br- | +/- | Pkt |
| ----------- | - | - | - | - | --- | --- | --- | --- |
| Dania U-21  | 3 | 2 | 0 | 1 | 4   | 4   | 0   | 6   |
| Niemcy U-21 | 3 | 1 | 2 | 0 | 5   | 2   | +3  | 5   |
| Czechy U-21 | 3 | 1 | 1 | 1 | 6   | 3   | +3  | 4   |
| Serbia U-21 | 3 | 0 | 1 | 2 | 1   | 7   | -6  | 1   |

| 17 czerwca 2015 18:00 CET | Czechy U-21 · Kadeřábek 35' | 1:21:0Raport | Dania U-21 · 56' Vestergaard · 84' Sisto | Synot Tip Aréna, Praga Widzów: 15 987 Sędzia: Szymon Marciniak |
|                           |                             |              |                                          |                                                                |

| 17 czerwca 2015 20:45 CET | Niemcy U-21 · Can 17' | 1:1Raport | Serbia U-21 · 8' Đuričić | Generali Arena, Praga Widzów: 5 490 Sędzia: Javier Estrada Fernández |
|                           |                       |           |                          |                                                                      |

| 20 czerwca 2015 18:00 CET | Serbia U-21 | 0:40:2Raport | Czechy U-21 · 7', 21', 56' Kliment · 59' Frýdek | Generali Arena, Praga Widzów: 16 253 Sędzia: Clément Turpin |
|                           |             |              |                                                 |                                                             |

| 20 czerwca 2015 20:45 CET | Niemcy U-21 · Volland 32', 48' · Ginter 53' | 3:01:0Raport | Dania U-21 | Synot Tip Aréna, Praga Widzów: 13 268 Sędzia: Siergiej Karasiow |
|                           |                                             |              |            |                                                                 |

| 23 czerwca 2015 20:45 CET | Czechy U-21 · Krejčí 66' | 1:10:0Raport | Niemcy U-21 · 55' Schulz | Synot Tip Aréna, Praga Widzów: 18 068 Sędzia: Danny Makkelie |
|                           |                          |              |                          |                                                              |

| 23 czerwca 2015 20:45 CET | Dania U-21 · Falk 21' · Fischer 47' | 2:01:0Raport | Serbia U-21 | Generali Arena, Praga Widzów: 4 297 Sędzia: Anastasios Sidiropulos |
|                           |                                     |              |             |                                                                    |

### Grupa B
| Zespół          | M | W | R | P | Br+ | Br- | +/- | Pkt |
| --------------- | - | - | - | - | --- | --- | --- | --- |
| Portugalia U-21 | 3 | 1 | 2 | 0 | 2   | 1   | +1  | 5   |
| Szwecja U-21    | 3 | 1 | 1 | 1 | 3   | 3   | 0   | 4   |
| Włochy U-21     | 3 | 1 | 1 | 1 | 4   | 3   | +1  | 4   |
| Anglia U-21     | 3 | 1 | 0 | 2 | 2   | 4   | -2  | 3   |

| 18 czerwca 2015 18:00 CET | Włochy U-21 · Berardi 29' (k.) | 1:21:0Raport | Szwecja U-21 · 56' Guidetti · 86' (k.) Kiese Thelin | Andrův stadion, Ołomuniec Widzów: 6 719 Sędzia: Anastasios Sidiropulos |
|                           |                                |              |                                                     |                                                                        |

| 18 czerwca 2015 20:45 CET | Anglia U-21 | 0:10:0Raport | Portugalia U-21 · 57' João Mário | Stadion Miroslava Valenty, Uherské Hradiště Widzów: 7 167 Sędzia: Danny Makkelie |
|                           |             |              |                                  |                                                                                  |

| 21 czerwca 2015 18:00 CET | Szwecja U-21 | 0:10:0Raport | Anglia U-21 · 85' Lingard | Andrův stadion, Ołomuniec Widzów: 11 257 Sędzia: Javier Estrada Fernández |
|                           |              |              |                           |                                                                           |

| 21 czerwca 2015 20:45 CET | Włochy U-21 | 0:0Raport | Portugalia U-21 | Stadion Miroslava Valenty, Uherské Hradiště Widzów: 7 085 Sędzia: Szymon Marciniak |
|                           |             |           |                 |                                                                                    |

| 24 czerwca 2015 20:45 CET | Anglia U-21 · Redmond 90+3' | 1:30:2Raport | Włochy U-21 · 25' Belotti · 27', 72' Benassi | Andrův stadion, Ołomuniec Widzów: 11 563 Sędzia: Siergiej Karasiow |
|                           |                             |              |                                              |                                                                    |

| 24 czerwca 2015 20:45 CET | Portugalia U-21 · Paciência 82' | 1:10:0Raport | Szwecja U-21 · 89' Tibbling | Stadion Miroslava Valenty, Uherské Hradiště Widzów: 7 263 Sędzia: Clément Turpin |
|                           |                                 |              |                             |                                                                                  |

## Faza pucharowa
Od tej rundy w przypadku remisu po 90 minutach gry zarządzana będzie 30 minutowa dogrywka, a jeżeli również ona nie przyniesie rozstrzygnięcia sędzia zarządzi rozegranie serii rzutów karnych dla wyłonienia zwycięzcy.
|  |                      |                 |                 |                  |       |              |              |       |
|  | Półfinał             | Półfinał        | Półfinał        |                  |       | Finał        | Finał        | Finał |
|  | Półfinał             | Półfinał        | Półfinał        |                  |       | Finał        | Finał        | Finał |
|  | 27.06.15 – Ołomuniec |                 |                 |                  |       |              |              |       |
|  |                      |                 |                 |                  |       |              |              |       |
|  | Dania U-21           | Dania U-21      | 1               |                  |       |              |              |       |
|  | Dania U-21           | Dania U-21      | 1               | 30.06.15 – Praga |       |              |              |       |
|  | Szwecja U-21         | Szwecja U-21    | 4               |                  |       |              |              |       |
|  | Szwecja U-21         | Szwecja U-21    | 4               |                  |       | Szwecja U-21 | Szwecja U-21 | 0 (4) |
|  | 27.06.15 – Praga     |                 |                 |                  |       | Szwecja U-21 | Szwecja U-21 | 0 (4) |
|  |                      |                 | Portugalia U-21 | Portugalia U-21  | 0 (3) |              |              |       |
|  | Portugalia U-21      | Portugalia U-21 | Portugalia U-21 | Portugalia U-21  | 0 (3) | 5            |              |       |
|  | Portugalia U-21      | Portugalia U-21 |                 |                  |       |              |              |       |
|  | Niemcy U-21          | Niemcy U-21     | 0               |                  |       |              |              |       |
|  | Niemcy U-21          | Niemcy U-21     | 0               |                  |       |              |              |       |

### Półfinały
| 27 czerwca 2015 18:00 CET | Portugalia U-21 · B. Silva 25' · Ricardo 33' · Cavaleiro 45+1' · João Mário 46' · Horta 53' | 5:03:0Raport | Niemcy U-21 | Generali Arena, Praga Widzów: 9 876 Sędzia: Anastasios Sidiropulos |
|                           |                                                                                             |              |             |                                                                    |

| 27 czerwca 2015 21:00 CET | Dania U-21 · Bech 63' | 1:40:2Raport | Szwecja U-21 · 23' (k.) Guidetti · 26' Tibbling · 83' Quaison · 90+5' Hiljemark | Andrův stadion, Ołomuniec Widzów: 9 834 Sędzia: Siergiej Karasiow |
|                           |                       |              |                                                                                 |                                                                   |

### Możliwy mecz o piąte miejsce
Na turnieju istniała możliwość rozegrania dodatkowego meczu o piąte miejsce, gdyby Anglia awansowała do półfinału. Miałby on na celu wyłonienie czwartego uczestnika turnieju piłkarskiego ze strefy europejskiej na Igrzyskach Olimpijskich w 2016 roku, ponieważ Anglia nie może zakwalifikować się do turnieju olimpijskiego (Anglia nie posiada własnego komitetu olimpijskiego tylko jest częścią komitetu Wielkiej Brytanii, która nie wystawia swojej reprezentacji w rozgrywkach UEFA). Ostatecznie rozegranie meczu nie było konieczne, ponieważ Anglia nie awansowała do półfinału.

### Finał
| 30 czerwca 2015 20:45 CET                                   | Szwecja U-21 | 0:0 po dogr. k. 4:3Raport                         | Portugalia U-21 | Synot Tip Aréna, Praga Widzów: 18 867 Sędzia: Szymon Marciniak |
|                                                             |              |                                                   |                 |                                                                |
|                                                             |              | Rzuty karne                                       |                 |                                                                |
| Guidetti · Kiese Thelin · Augustinsson · Khalili · Lindelöf |              | Paciência · Tozé · Esgaio · João Mário · Carvalho |                 |                                                                |

## Strzelcy
3 gole
- Jan Kliment

2 gole
- Kevin Volland
- Marco Benassi
- João Mário
- John Guidetti
- Simon Tibbling

1 gol
- Martin Frýdek
- Pavel Kadeřábek
- Ladislav Krejčí
- Uffe Bech
- Rasmus Falk
- Viktor Fischer
- Pione Sisto
- Jannik Vestergaard
- Jesse Lingard
- Nathan Redmond
- Emre Can
- Matthias Ginter
- Nico Schulz
- Andrea Belotti
- Domenico Berardi
- Ivan Cavaleiro
- Ricardo Horta
- Gonçalo Paciência
- Ricardo Pereira
- Bernardo Silva
- Filip Đuričić
- Oscar Hiljemark
- Isaac Kiese Thelin
- Robin Quaison